# Sidnie Milana Manton
Sidnie Milana Manton (Londra, 4 maggio 1902 – Londra, 2 gennaio 1979) è stata una zoologa e ittiologa britannica.

## Biografia
Sidnie è la figlia maggiore e seconda dei tre figli (il primogenito, un maschio, morì in tenera età nel 1901) di George Sidney Frederick Manton, chirurgo odontoiatrico e Milana Angèle Thérèse d'Humy, appartenente ad una famiglia nobile di origine scozzese e ugonotta. Entrambi i genitori erano molto versati nelle attività manuali, il padre, oltre alla sua professione, si dedicava all'incisione del legno e alla lavorazione di metalli, suoi avi erano gli armaioli John e Joseph Manton che nel XIX secolo godevano di notorietà per le loro armi e per la gestione di un noto poligono di Londra, la madre era invece originaria di una famiglia con una spiccata vena artistica, lei stessa si dedicava con successo al ricamo e al disegno.
Sidnie trascorse quindi la sua infanzia in una famiglia in cui i membri erano costantemente impegnati a "creare" qualcosa, la famiglia passava i mesi estivi in un cottage a Brookwood dove la madre trasmise a Sidnie e alla sorella Irene Manton (che in seguito divenne una celebre botanica) la passione per la storia naturale. Nel tempo libero Sidnie raccoglieva creature varie che poi disegnava con accuratezza.
I primi anni della sua formazione scolastica si svolsero dal 1906 a Kensington presso la Colet Gardens Demonstration School, una moderna (per l'epoca) scuola che applicava i principi dell'educatore tedesco Friedrich Fröbel, successivamente frequentò la St Paul's Girls' School nel quartiere londinese di Hammersmith (dal 1917 al 1921). S'iscrisse in seguito al Girton College, il più antico college residenziale dedicato alle studentesse di Cambridge, dove vinse il Montefiore Prize ed ottenne brillanti risultati nei tripos di scienze naturali (1923 e 1925), oltre al miglior risultato nell'esame finale di zoologia.
Dopo un anno trascorso presso l'Imperial College di Londra, Sidnie venne nominata assistente di anatomia comparata a Cambridge. Nel 1928, dopo l'ottenimento del PhD, prese parte ad un viaggio scientifico in Tasmania dove studiò i crostacei d'acqua dolce sincaridi dell'ordine degli Anaspidacea e in particolare la famiglia degli Anaspididae e i Paranaspides lacustris, una specie presente nella sola Tasmania, successivamente si aggregò alla fase finale di una spedizione scientifica sulla Grande barriera corallina trascorrendo quattro mesi sulle Low Isles.
Nel 1934 conseguì il titolo di Doctor of Science, nel 1937 sposò John Philip Harding (1911-1998) zoologo, figlio di Philip William Harding, un funzionario di banca. Il marito in seguito divenne curatore della sezione dedicata alla zoologia del British Museum. La coppia ebbe una figlia e adottò un figlio.
Dal 1949 al 1960 Sidnie fu lettore di zoologia presso il King's College di Londra, membro onorario del Queen Mary College e associato onorario del British Museum (sezione di Storia Naturale).
Nel 1948 entrò a far parte della Royal Society, in seguito vi entrò anche la sorella, Irene Manton, professore di botanica presso l'Università di Leeds, unico caso nella storia della Royal Society di una coppia di sorelle entrambe socie.
Le principali aree di studio di Sidnie Milana Manton riguardarono l'embriologia degli artropodi e la morfologia funzionale. I suoi studi sull'embriologia dei crostacei delle specie Hemimysis lamornae e Nebalia bipes fornirono informazioni sui processi del loro sviluppo. Si interessò inoltre dello studio degli onicofori, a lei si devono importanti scoperte sulla riproduzione di questi invertebrati.
I suoi studi e le sue scoperte sulla morfologia funzionale dei crostacei, spaziarono dall'analisi degli organi coinvolti nell'alimentazione, fino allo studio dell'apparato locomotore. Gran parte dei suoi studi furono raccolti nell'opera The Arthropoda: Habits, Functional Morphology and Evolution. Si dedicò anche ai vertebrati, già nel 1931 pubblicò, insieme a J. T. Saunders l'opera A Manual of Practical Vertebrate Morphology ripubblicata in quattro edizioni successive.
Sidnie Milana Manton, avendo ben chiari i meccanismi genetici che ne stanno alla base, si dedicò inoltre con successo all'allevamento dei gatti della specie colourpoint, nel 1971 pubblicò il testo Colourpoint, Himalayan and Longhair Cats, riedito nel 1979.

## Premi e riconoscimenti
- 1963 - Medaglia Linneana da parte della Linnean Society of London
- 1977 - Medaglia Frink della Zoological Society
- Dottorato onorario dell'Università di Lund (Svezia)[4]
- A lei e a sua sorella è stato dedicato uno dei crateri di Venere.

## Opere
- 1931 - A Manual of Practical Vertebrate Morphology
- 1971 - Colourpoint, Himalayan and Longhair Cats
- 1977 - The Arthropoda: Habits, Functional Morphology and Evolution